# Кардашова, Анна Алексеевна
Анна Алексеевна Кардашова (в замужестве — Касаткина; 23 мая [5 июня] 1908, Москва — 19 сентября 2004) — советская и российская детская писательница, автор более 40 книг.
Родилась в семье скульптора Алексея Николаевича Кардашова. Училась в музыкальном техникуме, затем работала чертёжницей, окончила курсы техников-конструкторов, работала по специальности. Первое стихотворение опубликовано в журнале «Мурзилка» в 1937 году. Перед войной занималась в кружке молодых авторов под руководством Агнии Барто и Ады Чумаченко. Во время войны была в эвакуации на Урале, писала для заводской агитбригады. Первая книга, пьеса «Внуки деда Мороза», вышла в 1948 в Ростове-на-Дону. В 1952 принята в Союз писателей.
Похоронена на кладбище деревни Зеленково.

## Семья
- Отец — скульптор-анималист Алексей Николаевич Кардашов (Кардашев, 1871—1964)
- Мать — Вера Николаевна Кардашова, дочь промышленника Н. Э. Бромлея, сестра Надежды Бромлей
- Брат — скульптор Лев Алексеевич Кардашов (1905–1964), был женат на скульпторе Людмиле Дмитриевне Карташовой (1919—1996)
- Брат — учёный Давид Кардашов (1903—1988)
- Дочь — артистка балета, балетмейстер, народная артистка РСФСР Наталия Касаткина (1934—2024)

## Книги

### Поэзия
- Как мы живём, 1950
- Мальчик Роб, 1952
- Маленькие товарищи, 1954
- Строитель Громов (поэма), 1957
- Наш доктор, 1958
- У Ленина в гостях, 1958
- В зоопарке малыши, 1959
- Который час (книжка-игрушка), 1960
- Маленький солдат, 1961
- В нашем переулке, 1961
- День начался, 1961
- Новый дом, 1963
- Осенняя вьюга, 1964
- Откуда ты? 1964
- Любимые игрушки (книжка-картинка), 1965
- Двенадцать гостей, 1968
- Лётчик, где ты побывал? 1968
- Зелёный дом (книжка-игрушка), 1970
- А ты какой? (книжка-картинка), 1971
- Что сажали, то взошло, 1971
- Это — мы (книжка-игрушка), 1972
- Раз, два, три, четыре (стихотворный рассказ), 1975
- Жили-были автомобили (рассказ в стихах), 1976
- От дома до неба, 1976
- Дружелюбные носы, 1977
- Зелёный поезд (книжка-картинка), 1977
- Простые волшебники (книжка-игрушка), 1981

### Проза
- Большой день в жизни Кости (повесть), 1960
- Сашкино путешествие (повесть), 1960
- Горячий чай (рассказы об Англии), 1964
- Белый баран (повесть), 1965
- Колючие братцы (рассказ), 1966
- Одиннадцать случаев... (повесть), 1968
- Тонио и его собака Пальма (повесть), 1970
- С папой в Синие края (рассказы), 1971
- Про Федю и «двадцатку» (рассказы), 1973
- На другом боку земли (рассказы), 1975
- Год (роман), 1978
- Однажды утром (рассказ), 1981
- Адмиралтейская игла (роман), 1983
- Начало осмотра (повесть), 1986
- Ты — замечательный мальчик (повесть), 1989
- Маленькая балерина (повесть), 1995
- Два героя в одном плаще : [народные артисты Наталия Касаткина и Владимир Василев]. - М.: Альпина Бизнес Букс, 2006